# Arantxa Aranguren
Arantxa Aranguren, all'anagrafe Arantxa Aranguren Ilarregui (Pamplona, 8 febbraio 1966), è un'attrice spagnola, nota per aver interpretato il ruolo di Guadalupe Serra nella soap Una vita (Acacias 38), per quello di Encarnación nella soap Il segreto (El secreto de Puente Viejo) e quello di Emilia Suarez nella soap "La Promessa".

## Biografia
Arantxa Aranguren è nata l'8 febbraio 1966 a Pamplona, nella comunità di Navarra (Spagna), oltre alla recitazione si occupa anche di teatro.

## Carriera
Arantxa Aranguren ha studiato arte drammatica presso la scuola teatrale di Navarra e ha anche studiato interpretazione scenica presso il William Layton Theatre Laboratory di Madrid. Ha recitato in varie serie come nel 2000 in Compañeros, nel 2002, nel 2005 e nel 2012 in Hospital Central, nel 2005 in Aquí no hay quien viva, nel 2007 Cuenta atrás e in La familia Mata, nel 2008 in Sin tetas no hay paraíso e in La que se avecina, nel 2008 e nel 2009 in Fisica o chimica, nel 2009 e nel 2016 in Euskolegas, nel 2016 in Los misterios de Laura, nel 2012 in Grand Hotel - Intrighi e passioni (Gran Hotel), nel 2017 in El incidente, nel 2019 in Gigantes e nel 2022 in Storie per non dormire (Historias para no dormir). Nel 2005 ha recitato nel film televisivo Mis estimadas víctimas diretto da Pedro Costa. Ha recitato anche in soap opere come nel 2007 in Amare per sempre (Amar en tiempos revueltos), nel 2014, nel 2019 e nel 2020 ne Il segreto (El secreto de Puente Viejo) e nel 2015 e nel 2016 in Una vita (Acacias 38). Oltre ad aver recitato in serie televisive, ha preso parte anche a film come nel 2004 in XXL, nel 2007 ne Le 13 rose (Las 13 rosas), nel 2011 ne La voce taciuta (La voz dormida), nel 2013 in 15 años y un día, nel 2015 in Sognando il nord (Perdiendo el norte), nel 2017 in Donde el bosque se espesa, nel 2018 in Ola de crímenes, nel 2019 in El doble más quince, ne Il silenzio della città bianca (El silencio de la ciudad blanca) e in Dirección única, regia di Ignacio Oliva e nel 2021 in Madres paralelas e in Maixabel. Ha anche recitato in cortometraggi come nel 2014 in Cordelias e nel 2017 ne La madrina.

## Filmografia

### Cinema
- XXL, regia di Julio Sánchez Valdés (2004)
- Le 13 rose (Las 13 rosas), regia di Emilio Martínez Lázaro (2007)
- La voce taciuta (La voz dormida), regia di Benito Zambrano (2011)
- 15 años y un día, regia di Gracia Querejeta (2013)
- Sognando il nord (Perdiendo el norte), regia di Nacho G. Velilla (2015)
- Donde el bosque se espesa, regia di Miguel Ángel Calvo Buttini e Laila Ripoll (2017)
- Ola de crímenes, regia di Gracia Querejeta (2018)
- El doble más quince, regia di Mikel Rueda (2019)
- Il silenzio della città bianca (El silencio de la ciudad blanca), regia di Daniel Calparsoro (2019)
- Dirección única, regia di Ignacio Oliva (2019)
- Madres paralelas, regia di Pedro Almodóvar (2021)
- Una donna chiamata Maixabel (Maixabel), regia di Icíar Bollaín (2021)

### Televisione
- Compañeros – serie TV (2000)

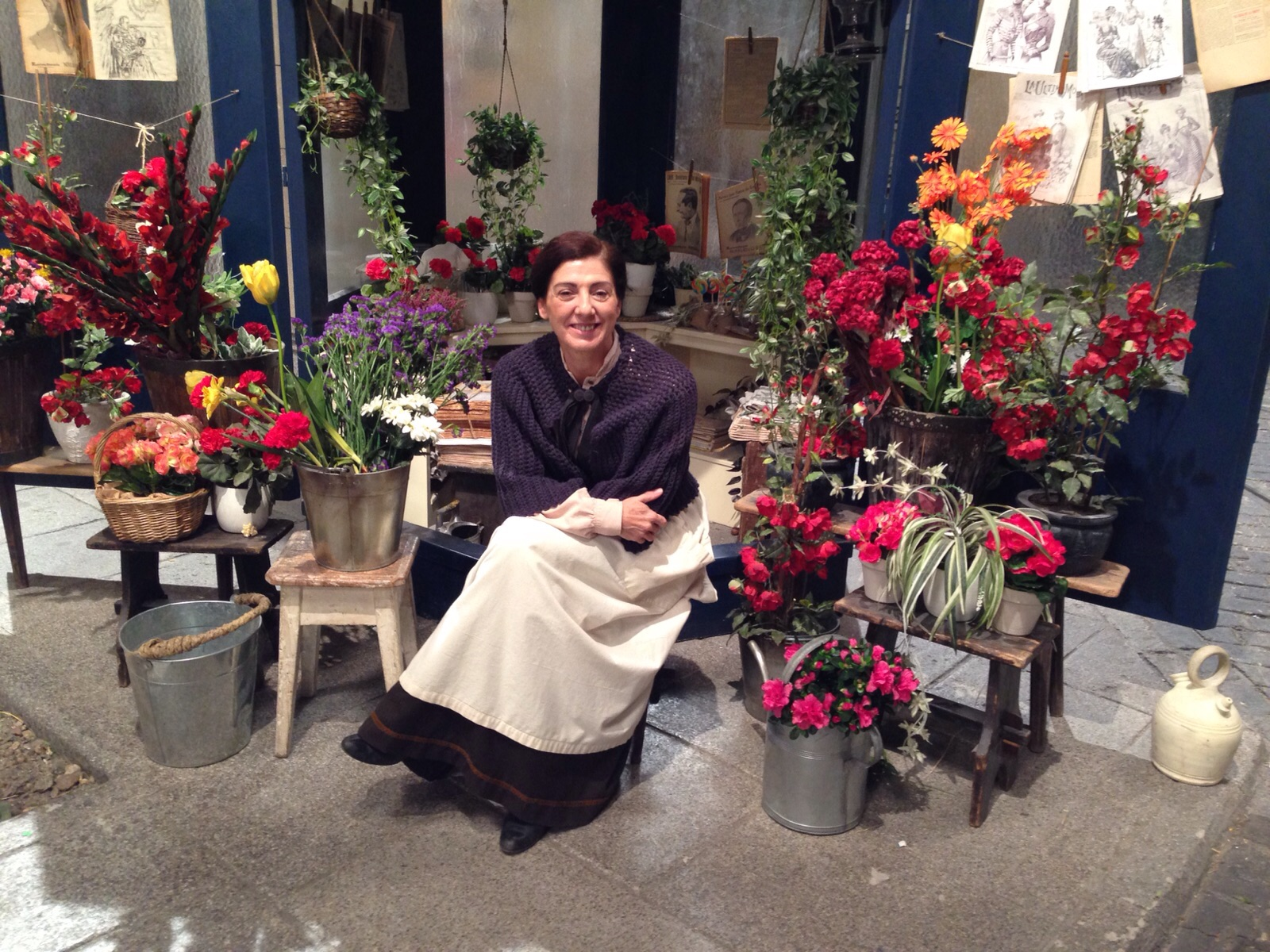
Arantxa Aranguren durante la sua interpretazione nella soap opera Una vita (Acacias 38).

- Hospital Central – serie TV (2002, 2005, 2012)
- Aquí no hay quien viva – serie TV (2005)
- Mis estimadas víctimas, regia di Pedro Costa – film TV (2005)
- Cuenta atrás – serie TV (2007)
- Amare per sempre (Amar en tiempos revueltos) – soap opera (2007)
- La familia Mata – serie TV (2007)
- Sin tetas no hay paraíso – serie TV (2008)
- La que se avecina – serie TV (2008)
- Fisica o chimica (Fisica o chimica) – serie TV (2008-2009)
- Euskolegas – serie TV (2009, 2016)
- Los misterios de Laura – serie TV (2011)
- Grand Hotel - Intrighi e passioni (Gran Hotel) – serie TV (2012)
- Il segreto (El secreto de Puente Viejo) – soap opera (2014, 2019-2020)
- Una vita (Acacias 38) – soap opera (2015-2016)
- El incidente – serie TV (2017)
- Gigantes – serie TV (2019)
- Storie per non dormire (Historias para no dormir) – serie TV (2022)
- La promessa (La promesa) – soap opera (La 1, 2025)

### Cortometraggi
- Cordelias, regia di Gracia Querejeta (2014)
- La madrina, regia di Pedro Sancho (2017)

## Teatro
- RIF (de piojos y gas mostaza) di Laila Ripoll e Mariano Llorente, diretto da Laila Ripoll
- La viuda valenciana di Lope de Vega, regia e versione di Borja Rodríguez
- Filoctetes di Sofocle, versione di Jordi Casanovas, diretto da Antonio Simón
- Donde el bosque se espesa di Laila Ripoll e Mariano Llorente, diretto da Laila Ripoll
- La casa de Bernarda Alba di Federico García Lorca, diretto da Álvaro Morte
- Atlas de geografía humana di Almudena Grandes, adattamento di Luis García-Araus, diretto da Juanfra Rodríguez
- Ni con un pétalo de rosa di Nieve de Medina, diretto da Juanfra Rodríguez
- Realidad di Tom Stoppard, diretto da Natalia Menénde, presso il centro nazionale del teatro
- Las cuñadas de Michel Tremblay, diretto da Natalia Menéndez, con María Pujalte, Lola Casamayor, Lorena Berdún e Julieta Serrano
- Así es, si así os parece di Luigi Pirandello, diretto da Miguel Narros
- Diálogos de Javier y el mar di P. Lamet, diretto da Ignacio Aranaz
- Agamenón di Esquilo, diretto da Rosa G.ª Rodero
- Yo, Claudio di Robert Graves, diretto da José C. Plaza
- Volveremos a hablar de esta noche, diretto da Jaime Palacios
- La voz humana di Jean Cocteau, diretto da Miguel Munárriz
- El amor de Fedra di Sarah Kane, diretto da Carlos Marchena
- Cierra bien la puerta di Ignacio Amestoy, diretto da Francisco Vidal
- Dos amigos de Verona di William Shakespeare, diretto da Carlos Marchena
- Top Girls de Caryl Churchill, diretto da Magüi Mira
- Buero Vallejo. La realidad iluminada di Virtudes Serrano e Mariano de Paco, diretto da Miguel Narros
- Los enamorados di Carlo Goldoni, diretto da Miguel Narros
- La Estrella de Sevilla de Lope de Vega, diretto da Miguel Narros
- Yonquis y yanquis di José Luis Alonso de Santos, diretto da Francisco Vidal
- De mujeres y casamientos. Entremeses del siglo de Oro de Quevedo, Calderón y Quiñones de Benavente, diretto da Fernando Rojas
- Opera Selene de Tomás Marco, diretto da José Carlos Plaza
- Seis personajes en busca de autor di Luigi Pirandello, diretto da Miguel Narros
- La doble inconstancia de Marivaux, diretto da Miguel Narros
- La truhana di Antonio Gala, diretto da Miguel Narros
- Fiesta Barroca. El gran mercado del mundo de Calderón de la Barca, diretto da Miguel Narros

## Doppiatrici italiane
Nelle versioni in italiano dei suoi film e delle sue serie TV, Arantxa Aranguren è stata doppiata da:
- Valeria Falcinelli[9] in Una vita[10]
- Daniela D'Angelo[11] ne Il segreto (2014)[12]
- Orietta Del Piano[13] ne Il segreto (2019-2020)[12]

## Riconoscimenti
- Premio AISGE – Festival di Cannes
  - 2017: Vincitrice come Miglior interpretazione femminile per il cortometraggio La madrina[14]

- Unione degli attori spagnoli
  - 2004: Vincitrice come Miglior attrice non protagonista per l'opera teatrale Yo, Claudio
  - 2006: Vincitrice come Miglior attrice non protagonista per l'opera teatrale Así es, si así os parece
  - 2022: Vincitrice come Miglior interpretazione femminile in un ruolo minore per Maixabel